# Čukotské moře

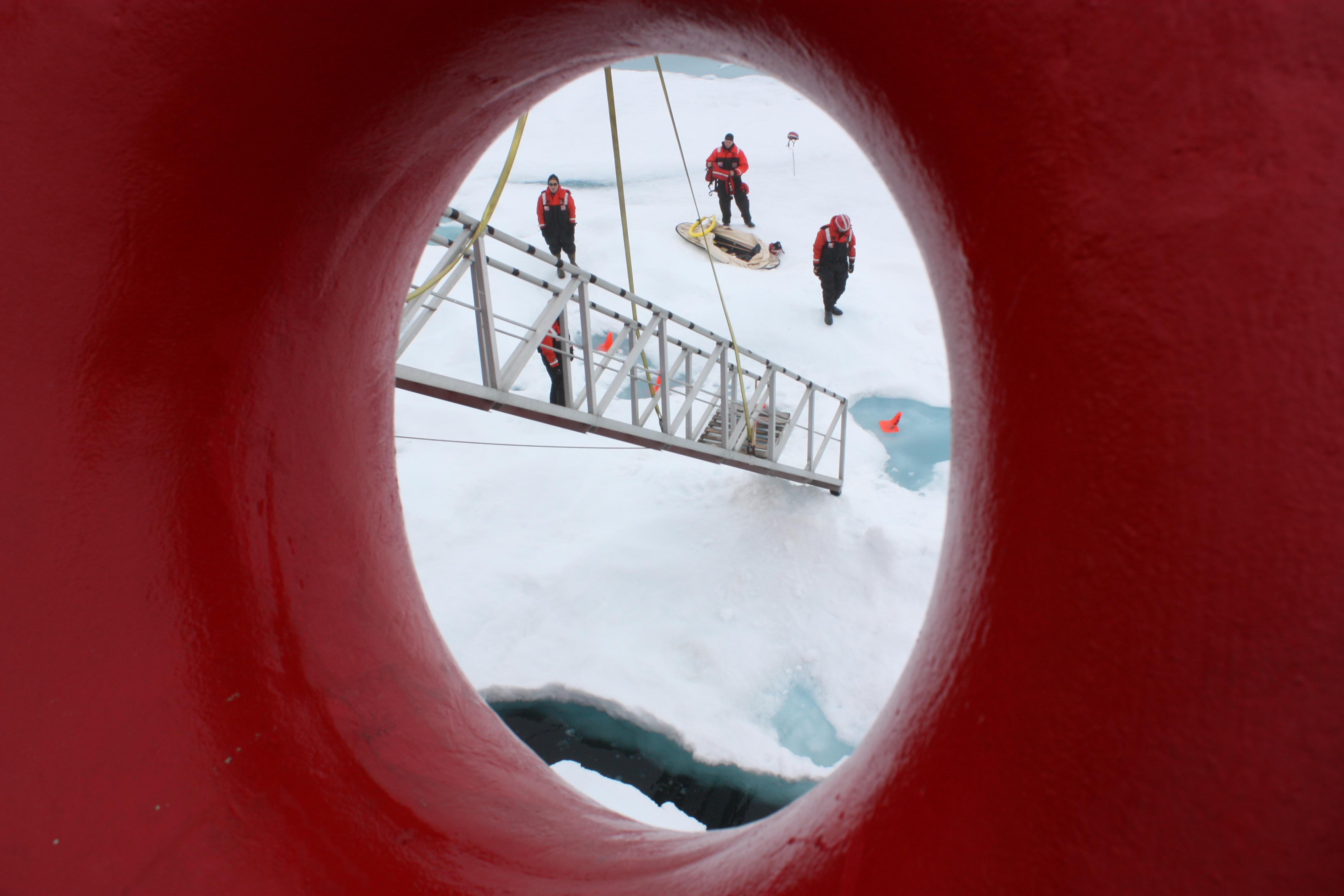
Vědci na kře v Čukotském moři

Čukotské moře (rusky: Чуко́тское мо́ре) je okrajové moře v Severním ledovém oceánu. Na západě od něho leží Wrangelův ostrov, na východě mys Barrow na Aljašce, za kterým je Beaufortovo moře. Beringův průliv je na jihu a propojuje Čukotské moře s Beringovým mořem a Tichým oceánem.

## Geografie

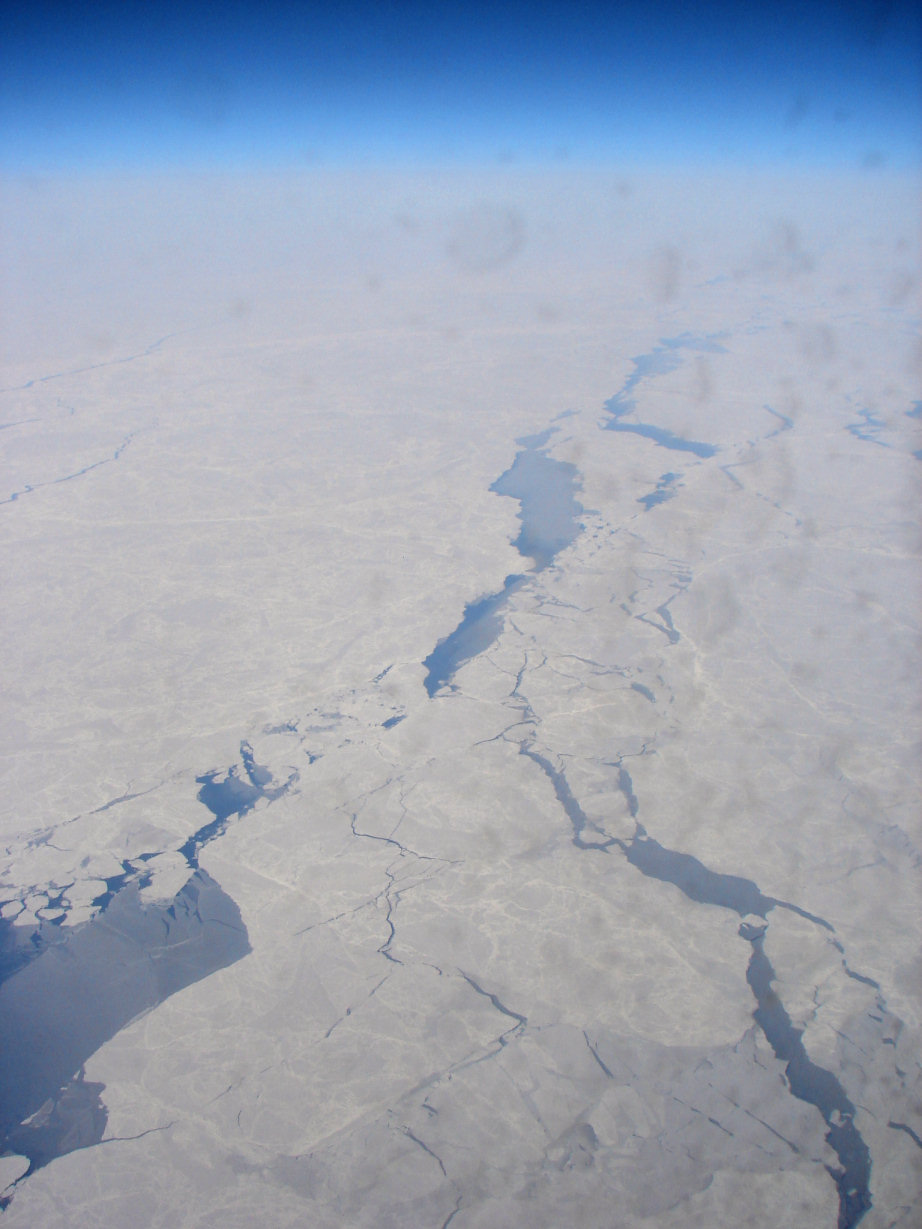
Tání ker Čukotského moře
na jaře

Moře má přibližnou rozlohu 595 000 km² a dá se jím proplout pouze asi čtyři měsíce v roce. Na 56 % rozlohy jsou hloubky menší než 50 m. Oproti jiným mořím v Severním ledovém oceánu má málo ostrovů. Ústí do něj např. řeka Amguema.
Moře je pojmenováno po Čukčech, kteří obývají Čukotku. Čukčové v něm většinou rybaří a loví velryby a mrože lední.

## Historie
V roce 1648 kozácký ataman Semjon Děžňov přeplul moře od ústí řeky Kolymy do řeky Anadyr. V roce 1728 vplula z Tichého oceánu do tohoto moře výprava Vituse Beringa a v roce 1779 moře prozkoumal objevitel anglický mořeplavec James Cook.
V roce 1928 norský polární badatel Harald Ulrik Sverdrup zjistil během hydrografických pozorování, že moře v této části je zcela odlišné od moře v oblasti Novosibiřských ostrovů. Jako hlavní předěl byl určen Wrangelův ostrov a proto bylo rozhodnuto část moře vyčlenit a podle domorodých Čukčů ho pojmenovat Čukotské moře. Oficiální nový název byl schválen v roce 1935.
V roce 1933 vyplul parník Čeljuskin z Murmansku, aby dokázal, že Severní mořskou cestou je možné proplout během jedné sezóny a otevřel ji tak pro rychlou komerční přepravu. Parník uvízl v silném ledu v Čukotském moři a po dva měsíce driftoval, než byl 13. února 1934 rozdrcen ledovými krami a potopen nedaleko ostrova Koljučin. Kromě jednoho smrtelného úrazu dokázala celá posádka 104 lidí založit tábor na ledu. Sovětská vláda zorganizovala leteckou evakuaci, která zachránila všechny polárníky. Kapitán parníku Vladimir Voronin a velitel expedice Otto Šmidt se stali hrdiny SSSR.
Po několika neúspěšných pokusech byl vrak Čeljuskina lokalizován na dně Čukotského moře nedaleko mysu Srdce-Kameň expedicí Čeljuskin-70 v polovině září 2006.
Dne 15. října 2010 založili ruští vědci plovoucí polární výzkumnou stanici v Čukotském moři. Stanice se jmenovala Severnyj Poljus-38 a po dobu jednoho roku na ní žilo 15 ruských arktických výzkumníků, kteří prováděli polární studie a shromažďovali vědecké důkazy k posílení ruských nároků na Arktidu.

## Zásoby ropy a zemního plynu
Odhaduje se, že pod Čukotským mořem jsou zásoby ropy a zemního plynu o objemu asi 30 miliard barelů (4,8×109 m3). Několik ropných společností má zájem o pronájem území a 6. února 2008 americká vláda ohlásila, že úspěšní zájemci budou muset zaplatit 2,6 miliardy dolarů za práva na těžbu.
V letech 2010 až 2015 působila v oblasti ropná společnost Royal Dutch Shell a těžila zde ropu. Od roku 2014 se o možnosti těžby v Čukotském moři také zajímaly společnosti ConocoPhillips a Statoil Chart.
Poměrně drahá produkce v Arktidě konkuruje břidlicovému plynu a ropě získávané frakováním v USA. Po poklesu cen ropy v roce 2015 byly všechny těžební aktivity postupně ukončeny.